# Kal nad Kanalom
Kal nad Kanalom – wieś w Słowenii, w gminie Kanal ob Soči. W 2018 roku liczyła 314 mieszkańców.